# Chase Stein
Chase Stein è un personaggio dei fumetti Marvel Comics creato da Brian K. Vaughan (testi) e Adrian Alphona (disegni). La sua prima apparizione è in Runaways (prima serie) n. 1, con la maggior parte degli altri personaggi principali. Come ogni membro dei Runaways originali, egli è il figlio di supercriminali con abilità speciali; nel suo caso i genitori sono scienziati pazzi. Chase è spesso considerato come uno dei personaggi chiave della serie, grazie al suo ruolo di ragazzo-guru all'interno del gruppo, e grazie alla sua indole ribelle e spavalda. Tuttavia, nonostante il suo carattere ribelle, Chase instaura un forte legame con i suoi compagni, ed ha un ruolo chiave all'interno della squadra. Chase è il più anziano dei Runaways (ha diciotto anni) ed è l'unico con la patente. Condivide un legame empatico e psichico con un deinonychus Vecchi Merletti, che gli permette di comandare il dinosauro, e possiede anche i "Fistigon", dei guanti meccanici capaci di lanciare fiamme.

## Biografia del personaggio

### Orgoglio
Chase è figlio di Victor e Janet Stein, ed è visto per la prima volta mentre viene punito dal padre per aver preso una C, dopo la testimonianza dell'assassinio di un innocente ragazza da parte dei suoi genitori e dai genitori degli altri Runaways (che insieme formano l'organizzazione chiamata "Orgoglio"), Chase non sembra sorpreso, ma accusa i genitori di tutti gli altri Runaways per l'omicidio. Chase si unisce alla squadra durante la loro fuga di massa dalle loro case. Mentre passa per prendere le sue cose a casa sua, Chase scopre che i suoi genitori sono scienziati pazzi, con molte invenzioni tecnologiche. Chase ruba i "Fistigon", quelli che sua madre, Janet Stein, chiama "i guanti più forti nel mondo", in grado di lanciare fiamme e di manipolarle, oltre ai guanti Chase ruba dai suoi genitori anche degli speciali occhiali a raggi x. I "Fistigon" più tardi vengono distrutti, dando così a Chase il ruolo di "ragazzo fuga". Chase fornisce ai Runaways il loro primo nascondiglio, un fatiscente palazzo abbandonato, da lui denominato "l'Ostello", e il loro primo mezzo di trasporto, un furgone bianco con targa rubata. Dopo la fuga, Chase decide di farsi chiamare Neo, ma Gert decide di chiamarlo Talkback, per via della sua natura insolente.

### Durante la fuga
Poiché i "Fistigon" e gli occhiali a raggi X sono stati distrutti, Chase riprende il suo ruolo di "ragazzo fuga" e pilota il Leapfrog nel secondo volume. Durante la relazione con Gert, Chase conforta Nico per la perdita di Karolina, due pubblicazioni più tardi, Nico lo bacia, rafforzando il loro rapporto. Quando una nuova incarnazione di "Orgoglio" rivela a Gert il bacio tra Chase e Nico, lei, rimasta sconvolta e adirata, si allontana piangendo dai Runaways e mostra del risentimento verso Chase, ma il gruppo si riconcilia in tempo per il salvataggio di Molly. Dopo la morte di Gert, Chase si discosta dai Runaways per un breve periodo, ma viene convinto a tornare, dopo aver compiuto diciotto anni. Chase fa un patto con Gibborim per scambiare un'anima innocente in cambio dell'anima di Gert, arrivando pure ad essere disposto a sacrificare se stesso, reputando la sua vita inutile rispetto a quella di Gert. Fortunatamente, Chase viene salvato prima che commettesse l'errore di sacrificarsi, e dopo aver appreso che il suo dolore stava quasi distruggendo tutti i suoi amici, con gratitudine viene convinto a ritornare con i Runaways.

## Personalità
Quando Chase prima affronta i suoi genitori (con il loro abbigliamento da scienziati malvagi), Chase rimane insolente e spavaldo verso suoi genitori, infatti ritiene fermamente di essere il più ribelle e spericolato del gruppo, una caratteristica che risalta fin dall'inizio, Chase ha la paura di essere giudicato, anche per via delle scarse dimensioni del suo pene. Chase è raffigurato come una persona spericolata e dallo spirito libero, come ha mostrato dopo ogni collisione a bordo del Leapfrog. Chase è noto per avere un temperamento irascibile, dopo la morte di Gert, Chase si discosta la squadra per un breve periodo di tempo, con l'intenzione di resuscitare Gert in cambio della propria vita. La ricerca di Victor Mancha finisce per essere una questione personale per lui, infatti era l'unica occasione per uccidere la persona che avrebbe ucciso Gert. Chase dice anche di aver ucciso qualcuno in passato, ma evita di parlarne. Una persona affiliata a Kingpin lo descrive come una persona semplice, nonostante sia un genio nell'ambito scientifico.
Chase sembra essere un devoto cristiano, infatti quando viene attaccato da Vecchi Merletti, egli recita il Padre Nostro. Dopo la morte Gert, Nico rivela a Victor Mancha che forse Chase è diventato agnostico proprio come Gert.

## Poteri e abilità
Nel primo volume, Chase ruba dal laboratorio segreto dei suoi genitori gli occhiali a raggi X e i "Fistigon". Gli occhiali a raggi X permettono a Chase di vedere attraverso i vestiti, le pareti, e anche attraverso la roccia. I "Fistigon" invece erano dei guanti di metallo che permettevano a chi l'indossava di lanciare fiamme, e di manipolarle dandogli qualsiasi forma. Prima della lotta con i genitori, Chase era quasi annegato, ed essendo troppo debole per andare avanti ha dato i "Fistigon" e gli occhiali a raggi X ad Alex, che successivamente ha tradito la squadra per conto dei suoi genitori. I guanti sono stati distrutti da Nico con la magia, mentre erano ancora indossati da Alex, mentre gli occhiali a raggi X sono stati inceneriti da Gibborim. Chase è conosciuto per il fatto che pilota il Leapfrog (un mezzo di trasporto anfibio dall'aspetto simile ad una rana progettato dai suoi genitori), e che porta sempre con sé un coltello a scatto.
Prima di morire, Gert ha trasferito il suo legame telepatico con Vecchi Merletti a Chase. Ora che Chase condivide un legame empatico con il dinosauro, ogni volta che uno dei due viene ferito anche l'altro prova dolore, ed ogni volta che uno dei due guarisce anche l'altro automaticamente si sente meglio. Le menti di Vecchi Merletti e Chase sono anche collegate telepaticamente in modo che il dinosauro può comunicare direttamente i suoi pensieri e i suoi sentimenti al suo padrone. Vecchi Merletti è progettata per eseguire ogni comando mentale di Chase anche se lei può esprimere quando disapprova un'azione; fino ad ora, Vecchi Merletti ha trasgredito solamente un ordine di Chase, che ha potuto portare a termine solo con l'aiuto di Karolina. Chase ha anche utilizzato la staffa di Nico contro la stessa Nico. Più tardi Chase utilizza una macchina del tempo, e durante il viaggio nel tempo e trova un altro paio di "Fistigon"; torna appena in tempo per proteggere la squadra dagli Yorkes, che sconfigge grazie ai "Fistigon" utilizzando insieme le fiamme e le scosse elettriche. Successivamente, sempre grazie ai "Fistigon" protegge anche il Leapfrog da uno sbarramento di missili. In aggiunta, è stato rivelato che la maggior parte dei dispositivi di suo padre sono protetti contro la magia, anche se, ovviamente, le prime paia di "Fistigon" non lo erano. Nelle imminenti pubblicazioni dei Runaways, Chase è stato mostrato mentre indossa un paio di stivali a razzo che lui stesso chiama i "Footgon".